# Panorpa insolens
Panorpa insolens is een insect uit de orde van de schorpioenvliegen (Mecoptera), familie van de schorpioenvliegen (Panorpidae). De wetenschappelijke naam van de soort is voor het eerst geldig gepubliceerd door Carpenter in 1935.
De soort komt voor in de Verenigde Staten.